# Maria de Bohorques
Maria de Bohorques (* um 1539 in Sevilla; † 24. September 1559 ebenda), auch Marie de Bohorques geschrieben, spanisch María de Bohórquez, war eine evangelische Märtyrerin.

## Leben
Maria de Bohorques wurde als Tochter des Pedro Garcia de Xerez Bohorques geboren, womit sie einer der vornehmsten Familien Sevillas angehörte. Von dieser Familie stammten auch die Marquises de Ruchena ab. Ausgebildet wurde sie von Juan Gil, auch bekannt unter dem Namen Dr. Egidio, dem von Karl V. unterstützten designierten Bischof von Tortosa, der in Konflikt mit der Inquisition geriet, anstatt sein Amt antreten zu können. Maria de Bohorques beherrschte Latein und verstand Griechisch. In ihrem Besitz befanden sich zahlreiche lutherische Schriften. Daneben versuchte sie, die Evangelien und einige Schriften, welche diese im lutherischen Sinne auslegten, auswendig zu lernen.
Im Jahre 1559 traf Maria de Bohorques, die damals noch keine 21 Jahre alt war, sich mit anderen Lutheranern in Hauskreisen. Dort lasen sie die Bibel und reformatorische Schriften. Derartige Kreise wurden von der Inquisition verfolgt, obwohl sie keine Verbreitung des evangelischen Glaubens betrieben, sondern unter sich blieben. So wurden Maria und 18 weitere Mitglieder ihrer Gruppe verhaftet. Im geheimen Gefängnis bestätigte sie ihre evangelische Meinung und verteidigte diese als katholisch. Sie riet den Inquisitoren, sie nicht wegen ihres Glaubens zu bestrafen, sondern ihrem Beispiel zu folgen, und bekannte sich zu einigen der Vorwürfe, während sie andere bestritt, teils, weil sie die entsprechenden Ereignisse vergessen hatte, teils, um nicht andere zu verraten. Da sie also nicht alle Vorwürfe bestätigte, wurde sie gefoltert. Dabei gab sie nur zu, dass ihre Schwester, Johanna Bohorques, ihre Ansichten kennen würde und diese nicht missbilligt hätte. Da sie ihren evangelischen Glauben nicht widerrufen wollte, wurde sie in Abwesenheit als „hartnäckige Ketzerin“ zur Verbrennung bei lebendigem Leibe verurteilt. Sie selbst sollte das Urteil, wie bei Inquisitionsprozessen üblich, erst am Tag vor der Vollstreckung erfahren. In der Zwischenzeit, vor dem Autodafé, wurde versucht, sie von ihrer evangelischen Überzeugung abzubringen. So wurde sie nacheinander von zwei Jesuiten und zwei Dominikanern aufgesucht. Diese zeigten sich ebenso beeindruckt von ihrer Bildung wie verärgert über ihren Starrsinn: Die Bibeltexte, mit denen sie von den Mönchen konfrontiert wurde, legte sie im lutherischen Sinne aus.
Am Abend vor der Hinrichtung wurden die beiden Dominikaner und zwei weitere zu einem letzten Bekehrungsversuch zu ihr geschickt, gefolgt von zahlreichen Theologen verschiedener Orden. Sie empfing diese höflich, meinte aber, dass sie sich die Zeit sparen könnten, ihr ihre Lehren vorzutragen, da sie sich ihrer Erlösung gewisser sei als die Theologen. Sie würde zwar widerrufen, wenn sie sich unsicher sei, sei aber in ihrer Meinung noch bestärkt worden, nachdem so viele römisch-katholische Theologen nicht in der Lage gewesen seien, sie zu überzeugen. Sie habe ja jedes Argument der Theologen klar widerlegen können.
Ein Mitglied ihrer Gruppe, das widerrufen hatte, Juan Ponce de Léon, riet ihr noch am Hinrichtungsort ebenfalls zum Widerruf. Maria weigerte sich und nannte Ponce stattdessen einen Ignoranten, Idioten und Schwätzer. Sie fügte, nachdem sie sich gesammelt hatte, hinzu, dass die Zeit für Diskussionen beendet sei, und dass sie die wenigen Augenblicke, die ihnen noch bleiben würden, lieber zur Meditation über Leiden und Tod des Erlösers nutzen sollten, um ihren Glauben zu stärken, der allein sie zur Erlösung führen werde. Einige Priester und Mönche sicherten ihr zu, dass sie wegen ihrer Jugend und Bildung verschont würde, wenn sie nur das Glaubensbekenntnis sprechen würde. Die Inquisitoren bestätigten dieses Versprechen. Kaum hatte sie das Glaubensbekenntnis beendet, begann sie, die Artikel des Bekenntnisses, wie das Gericht über die Lebenden und die Toten, im Sinne Martin Luthers auszulegen. Noch bevor sie ausreden konnte, wurde sie erwürgt und verbrannt. Ponce wurde wegen seines Widerrufs in der Form begnadigt, dass er vor seiner Verbrennung ebenfalls erwürgt wurde, was im Falle eines Widerrufs üblich war.

## Johanna Bohorques
Aufgrund von Marias Aussage wurde auch ihre Schwester Johanna Bohorques, Ehefrau des Francis de Vargas, des Herrn von Heguera, von der Inquisition sofort nach der Aussage ihrer Schwester, obwohl sie im sechsten Monat schwanger war, in einer üblichen Zelle inhaftiert. In diesem Kerker brachte sie ihr Kind zur Welt; ihre einzige Unterstützung dabei war ihre Zellengenossin, die ebenfalls wegen ihres evangelischen Glaubens inhaftiert worden war. Nach acht Tagen nahm man ihr das Kind weg; die Zellengenossin wurde nur wenig später gefoltert und mit geschundenen und ausgerenkten Gliedern in den Kerker zurückgebracht. Obwohl sie noch von der Geburt entkräftet war, wurde nun auch Johanna Bohorques gefoltert. Während der Folter platzte ein Blutgefäß, so dass sie nach zwei Tagen starb. Sie wurde postum, beim nächsten Autodafé, vom Vorwurf der Ketzerei freigesprochen.

## Rezeption
Der Roman Cornelia Bororquia. Historia verdadera de la Judith española von Luis Gutiérrez, entstanden um 1799, basiert in sehr freier Behandlung der Biographien auf dem Leben der Maria de Bohorques und der Maria Cornel, die der Autor, vielleicht aus Unkenntnis, zu einer fiktiven Person vereint. Gutiérrez konstruiert dort eine Liebesbeziehung zwischen der Lutheranerin und dem Generalinquisitor und Untersuchungen, die niemals stattgefunden haben. Seine Intention war, die Inquisition zu kritisieren und der Lächerlichkeit preiszugeben. Aus Angst vor Bestrafung musste er nach Bayonne fliehen. Als Taschenbuch ist der Roman heute erhältlich unter dem Titel:
Luis Gutiérrez: Cornelia Bororquia o La víctima de la Inquisición, Verlag Ediciones Cátedra, S.a., 1. Auflage (30. Juni 2005), ISBN 84-376-2252-2

## Gedenktag
23. September im Evangelischen Namenkalender.